# Albert Sales i Campos
Albert Sales i Campos   (Barcelona, 1979) és un sociòleg, politòleg i criminòleg català. Des del 2005, va ser un dels principals impulsors de la Campanya Roba Neta a l'Estat espanyol. Posteriorment ha publicat nombrosos articles i investigacions sobre exclusió social, sensellarisme i criminalització de la pobresa.

## Obra publicada
- Guía para vestir sin trabajo esclavo.  Barcelona: Icaria, 2013. ISBN 9788498885088.
- El delito de ser pobre. Una gestión neoliberal de la marginalidad.  Barcelona: Icaria, 2014. ISBN 9788498885675.